# Thailändische Badmintonmeisterschaft 2014
Die Thailändische Badmintonmeisterschaft 2014 fand vom 4. bis zum 9. November 2014 in Bangkok statt.

## Medaillengewinner
| Disziplin    | Gold                                              | Silber                                            | Bronze                                         |
| ------------ | ------------------------------------------------- | ------------------------------------------------- | ---------------------------------------------- |
| Herreneinzel | Boonsak Ponsana                                   | Adulrach Namkul                                   | Suppanyu Avihingsanon                          |
| Herreneinzel | Boonsak Ponsana                                   | Adulrach Namkul                                   | Tanongsak Saensomboonsuk                       |
| Dameneinzel  | Porntip Buranaprasertsuk                          | Busanan Ongbumrungpan                             | Supanida Katethong                             |
| Dameneinzel  | Porntip Buranaprasertsuk                          | Busanan Ongbumrungpan                             | Chananchida Chucharoen                         |
| Herrendoppel | Maneepong Jongjit Nipitphon Puangpuapech          | Bodin Isara Pakkawat Vilailak                     | Trawut Potieng Watchara Buranakuea             |
| Herrendoppel | Maneepong Jongjit Nipitphon Puangpuapech          | Bodin Isara Pakkawat Vilailak                     | Suppanyu Avihingsanon Sudket Prapakamol        |
| Damendoppel  | Duanganong Aroonkesorn Kunchala Voravichitchaikul | Sapsiree Taerattanachai Puttita Supajirakul       | Busanan Ongbumrungpan Porntip Buranaprasertsuk |
| Damendoppel  | Duanganong Aroonkesorn Kunchala Voravichitchaikul | Sapsiree Taerattanachai Puttita Supajirakul       | Jongkolphan Kititharakul Rawinda Prajongjai    |
| Mixed        | Maneepong Jongjit Sapsiree Taerattanachai         | Songphon Anugritayawon Kunchala Voravichitchaikul | Nipitphon Puangpuapech Puttita Supajirakul     |
| Mixed        | Maneepong Jongjit Sapsiree Taerattanachai         | Songphon Anugritayawon Kunchala Voravichitchaikul | Thitipong Lapho Saralee Thungthongkam          |